# Ophiorrhiza longituba
Ophiorrhiza longituba är en måreväxtart som beskrevs av John William Moore. Ophiorrhiza longituba ingår i släktet Ophiorrhiza och familjen måreväxter. Inga underarter finns listade i Catalogue of Life.